# Эстонская мифология
Эстонская мифология — комплекс мифов, легенд и верований эстонского народа. 
Эстонская мифология является частью финно-угорской мифологии.

## История
Древние эстонские верования могут быть восстановлены на основе фольклорного материала, собранного главным образом в XIX веке, а также старинных летописей и хроник. Эстонская мифология находится в близком родстве с мифологией финской, соединяя элементы уральского и финно-угорского наследия с влияниями балтийской и германской мифологии.

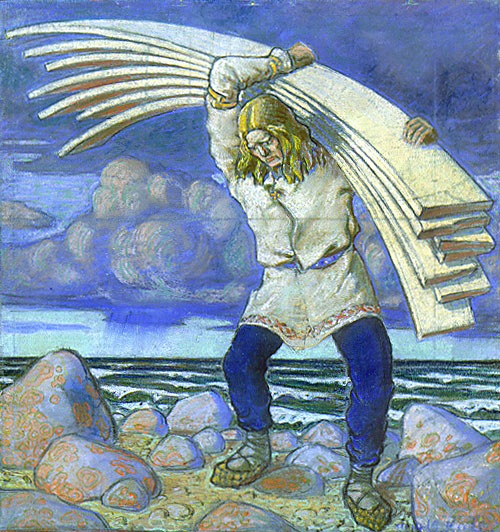
Иллюстрация к «Калевипоэгу» Оскара Каллиса

Основой мировоззрения древних эстов была гармония человека с природой. Люди верили, что у каждого животного, дерева и камня есть душа; верили в духов-хранителей, которые жили в камнях, ручьях и деревьях. Согласно самым древним мифам, следы которых сохранились только в народных песнях, предки эстов верили, что мир возник из яйца. Млечный путь считался стволом мирового дерева (эст. ilmapuu) или дорогой (эст. Linnutee), по которой перелётные птицы несли души покойных в иной мир. Большая Медведица — это телега с хозяином, в которую вместе с быком впряжен волк. Волк тащит воз в наказание за то, что некогда съел одного из быков, запряженных в телегу.
В связи с развитием земледелия в мифологическом мировоззрении эстов более важным стали небесные божества. Верховным божеством древних эстов был Уку, родственный карело-финскому Укко (Uku), его же называли Vanaisa — Старый отец, Ванатаат (Vanataat) — Старый дед, Таэватаат — Небесный дед. Как и литовский Пяркунас, он был громовержцем. Возможно, что существовал и другой бог грома (Kõu, Pikker,  Пикне, Пиккер, Эйке («Старший»), Тыу. Генрих Латвийский в «Хронике Ливонии» пишет о военном боге эзельцев (жители острова Сааремаа) с именем Tarapita. Это имя историки интерпретировали по-разному. Чаще всего считалось, что Тарапита — искажение от слов Taara, avita! («Таара, помоги!»). Отсюда сделали вывод, что богом эзельцев был Taara (ср. скандинавский Тор). В западной Эстонии, по имеющимся сведениям, по четвергам праздновали вечера Тоора. Связи Taara, Tooru и Тора пока остаются неопределёнными. В мифах и народных песнях встречаются также персонификации небесных светил — Солнца, Луны, звёзд.
К числу земных богов относились Рыугутая (эст. Rõugutaja) — покровительница беременных женщин и рожениц, Тууле-эма (эст. Tuule-ema) — Матушка-ветер, Метсаиса (эст. Metsaisa) — лесной дух, схожий со славянским лешим, Метсик (эст. Metsik) — божество плодородия, покровитель полей и скота, и другие.

## Низшая мифология
Эстонский мир духов завершает целый ряд второстепенных существ: русалки (näkk), увлекающие купающихся в водоворот; водные черти (Paharet: Калевипоэг X:58); дьявол Kurat (Калевипоэг XVI:711); подземные духи (maa-alused), сковавшие корону змеиному царю; домовые; блуждающие души и т. п. В эстонской мифологии существовали также великаны — Калев, Суур Тылль и другие.

## Загробный мир

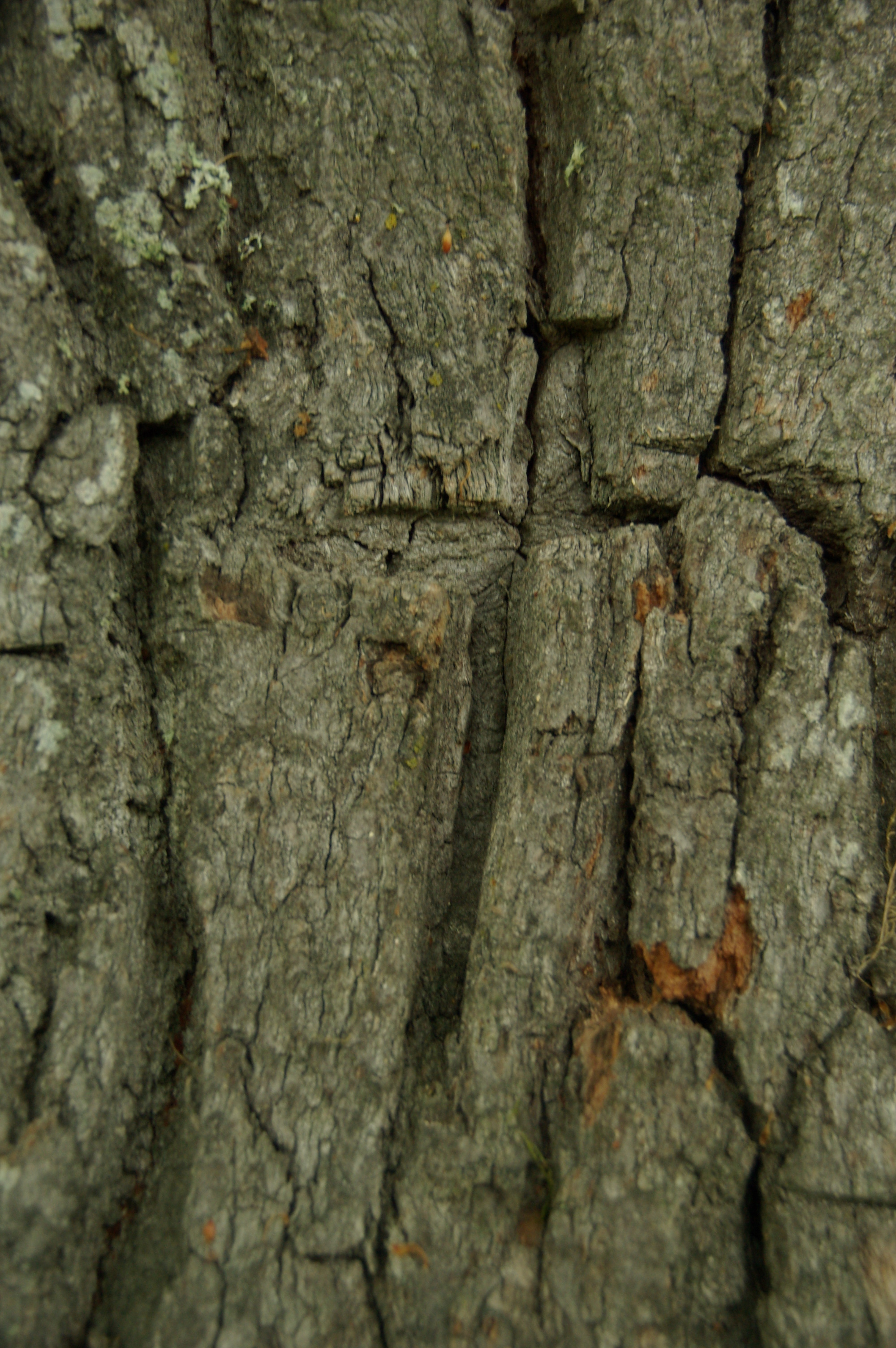
Ристипуу

Воззрения на загробную жизнь у эстов развиты сильнее, чем у финнов. Царство смерти, Manala или Toonela — место, схожее с землёй, с лесами, полями и горами. Владыка загробного мира — ни добрый, ни злой Tooni. Поздней осенью поминали всех умерших: верили, что души умерших посещают свои бывшие дома. Духам накрывали отдельные столы и топили баню, соблюдали тишину и покой.

### Ристипуу
Ристипуу (эст. ristipuu, от слов rist ― «крест» и puu ― «дерево») ― в эстонской мифологии: дерево (чаще всего сосновое), на котором вырезался крест в память об умершем, обычно по дороге на кладбище. Упоминания о ристипуу в Эстонии встречаются с XVII века. В западной части острова Сааремаа на дереве обычно вырезали не крест, а фамильный знак умершего.
Подобные обычаи встречаются в Латвии и в Финляндии.

## Аутентичность
Эстонский поэт Кристьян Яак Петерсон в 1821 году опубликовал в переводе на немецкий язык работу по финской мифологии финского фольклориста Кристфрида Ганандера. На основе примеров из народного наследия финнов Фридрих Роберт Фельманн в 1844 году опубликовал сборник квазифольклорных эстонских мифологических сказаний на немецком языке. В результате возникла так называемая «эстонская псевдомифология» с пантеоном богов (Ванемуйне и другие), которая через школьные учебники и газеты быстро укоренилась в народном сознании и многими последующими исследователями считалась аутентичной.